# Mykola Skrypnyk
Mykola Oleksíyovych Skrýpnyk (ucraniano: Микола Олексійович Скрипник, en ruso: Никола́й Алексе́евич Скри́пник (Скрыпнык)) nació el 25 de enero [13 de enero en el calendario juliano] del año 1872, y fallece el 7 de julio de 1933. Fue un líder político bolchevique ucraniano, promotor del establecimiento de la República Popular Ucraniana de los Sóviets (y sucesor de  Yevguenia Bosh en el cargo de Presidente del Secretariado del Pueblo), así como partidario de la creación de un Partido Comunista Ucraniano diferenciado, y líder del esfuerzo cultural de ucranianización en la RSS de Ucrania. Cuando su política fue desmantelada y fue destituido de su puesto, suicidándose antes de ser forzado a renegar de sus ideas en un juicio-espectáculo.

## Independentista ucraniano
Skrýpnyk nació en el pueblo de Yasynuvata en la región del Donbás, en la Gubernia de Ekaterinoslav, al este de Ucrania, en los tiempos del Imperio ruso. Mientras estudiaba en San Petersburgo fue detenido con acusaciones políticas en 1901, obligándolo a convertirse en un revolucionario a tiempo completo. Fue arrestado quince veces y exilado siete antes de la Revolución de Octubre de 1917.
En diciembre de 1917, Skrýpnyk fue elegido en ausencia para el primer Gobierno bolchevique de Ucrania en la ciudad de Járkov, nombrándolo Vladímir Lenin en marzo de 1918 como Jefe de la República Popular Ucraniana de los Sóviets. Skrýpnyk fue un líder de la Facción de Kiev de los bolcheviques ucranianos, independentistas, y sensibilizados con el tema nacional, promoviendo un partido bolchevique ucraniano propio. Los miembros de la predominante "Fracción rusa" de Ekaterinoslav preferían una unión con el Partido Comunista de Rusia (bolchevique) en Moscú, de acuerdo con la doctrina internacionalista de Lenin.
La "Facción de Kiev" ganó un compromiso en abril de 1918 en la conferencia de Taganrog (Rusia), donde el gobierno bolchevique fue disuelto, y los delegados votaron la formación de un Partido Comunista de Ucrania (bolchevique) propio. Pero en julio, en el congreso de los bolcheviques ucranianos en Moscú anulan esta resolución, y el Partido Comunista de Ucrania es declarado parte del Partido Comunista de Rusia.
Skrýpnyk trabajó para la Cheka, la policía secreta, durante el invierno de 1918-1919, hasta que vuelve a Ucrania como Comisario del pueblo para la Inspección de Trabajadores y Campesinos (1920-1921), y luego de Interior (1921-1922).
Durante los debates para la formación de la Unión Soviética a finales de 1922, Skrýpnyk fue uno de los ponentes de la independencia nacional de las repúblicas, y denunció la proposición del nuevo Secretario General, Iósif Stalin, de absorberlos en un simple estado Socialista Federativo Soviético Ruso, como un anticuado chauvinismo ruso. Lenin temporalmente equilibró la decisión en favor de las repúblicas, pero tras el empeoramiento de su salud, la constitución de la Unión Soviética finalizó en diciembre de 1922 con muy poca autonomía política para las repúblicas. Teniendo esta batalla perdida, Skrýpnyk y otros autonomistas volvieron su atención en la dirección de la cultura.
Skrýpnyk es Comisario del pueblo de Justicia entre los años 1922 y 1927.

## Ucranianización

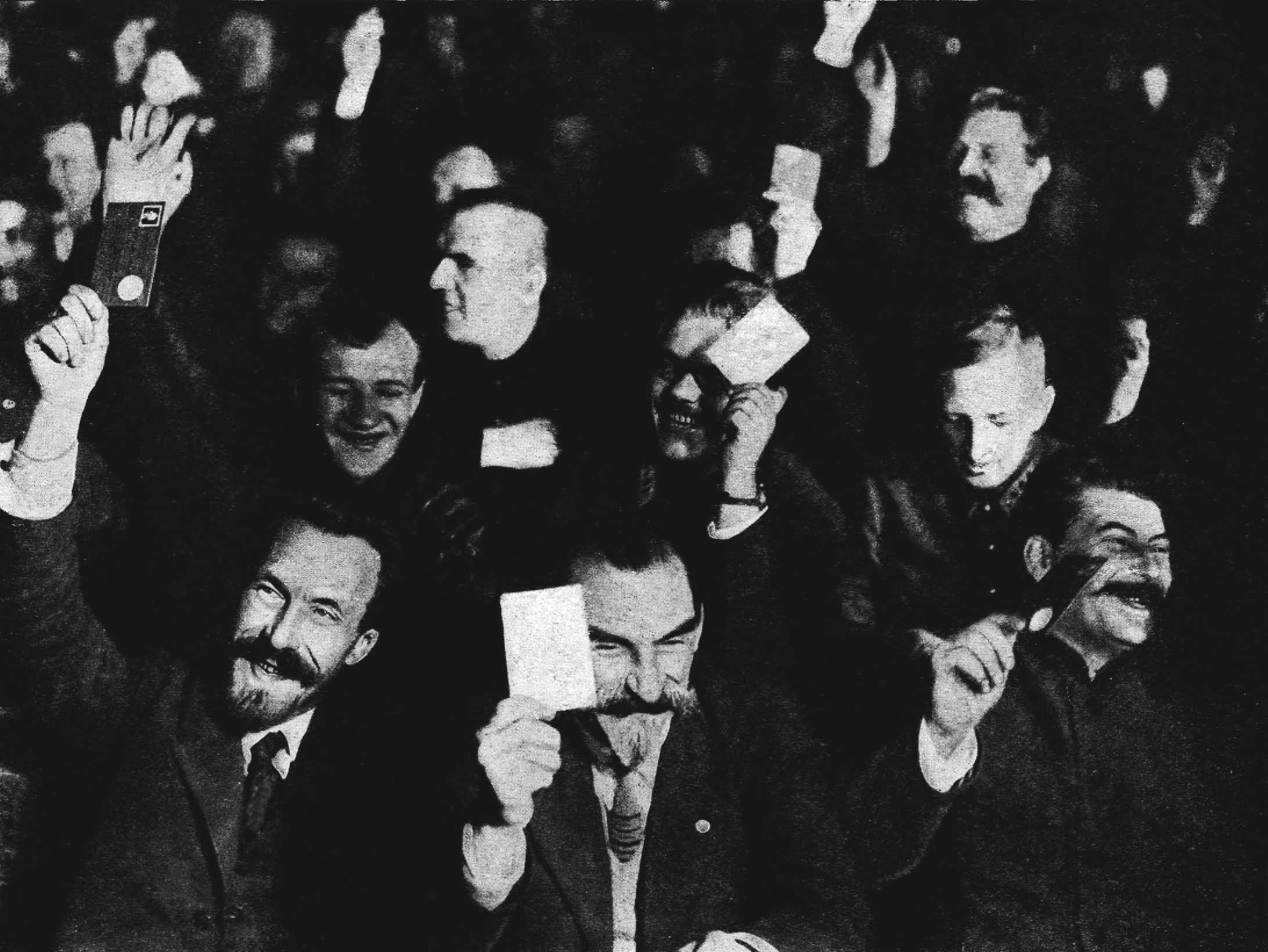
Miembros del Comité Central del PCUS en una votación durante el XV Congreso del Partido. En primera fila, de izquierda a derecha, Rýkov, Skrýpnyk y Stalin. 1927

Skrýpnyk es nombrado jefe del Comisariado Ucraniano de Educación en 1927.
Convenció al Comité Ejecutivo Central Panruso para la introducción de la política de ucranianización, impulsando la cultura y literatura ucranianas. Trabajó para esta causa en un casi enfermizo entusiasmo, a pesar de la falta de profesores y textos, así como enfrentándose a una resistencia de la burocracia, alcanzando evidentes resultados durante 1927-1929. El idioma ucraniano fue instaurado en las escuelas y la sociedad, y la literatura alcanzó muy altos niveles. Debido a la industrialización soviética y a la colectivización, la población es conducida del campo a los centros urbanos, el idioma ucraniano empieza a cambiar de una lengua de campesinos y de una obsesión romántica de la pequeña Intelligentsia, para convertirse en el idioma principal de una sociedad moderna.
Skrýpnyk convocó una Conferencia Ortográfica internacional en Járkov el año 1927, recibiendo delegados de la Ucrania Soviética y la Ucrania Occidental (antiguo territorio austrohúngaro de Galitzia, en ese momento parte de Polonia). La conferencia establece un compromiso entre las ortografías soviética y galitziana, y publica el primer alfabeto ucraniano estandarizado, aceptado en toda Ucrania. La Ortografía de Járkov o Skrýpnykivka, fue oficialmente adoptada en 1928.
A pesar de ser un partidario de la autonomía de la República ucraniana y de dirigir la ucranianización, Skrýpnyk entendía que era la mejor forma de establecer el comunismo en Ucrania, y permaneció políticamente opuesto al nacionalismo ucraniano. Dio testimonio público contra las "desviaciones nacionalistas" como las del movimiento literario independentista del escritor Mykola Jvylovy, el anticentralismo político representado por el antiguo "borotbista" Oleksandr Shumski y el criticismo a las políticas económicas soviéticas que habían hecho a Ucrania dependiente de Rusia, de Myjailo Volobúev.
De febrero a julio de 1933, Skrýpnyk dirigió la Comisión de Planificación Estatal de Ucrania, siendo miembro del Politburó del Partido Comunista de Ucrania, y fue miembro del Comité Ejecutivo organizador de la Internacional Comunista, así como líder de la delegación del Partido Comunista de Ucrania en el Komintern.

## Purgado
En enero de 1933, Stalin envió a Pável Póstyshev a Ucrania, con las manos libres para centralizar el poder de Moscú. Póstyshev, con la ayuda de miles de funcionarios traídos de Rusia, supervisa la reversión de la ucranianización, implementando la colectivización en la URSS de la Agricultura, incluyendo la masiva confiscación de grano que contribuyó a la Gran Hambruna o Holodomor, y llevó a cabo una terrible purga en el Partido Comunista de Ucrania, anticipándose a la Gran Purga soviética que se desarrollará en 1937.
Skrýpnyk es destituido de la jefatura de educación. En junio, él y su "nefastas" políticas fueron públicamente desacreditados, y sus seguidores condenados como "elementos nacionalistas contrarrevolucionarios residuales".  Antes que retractarse, el 7 de julio se suicida de un disparo en su despacho en el edificio de Derzhprom.
Durante el resto de la década de 1930, la "ucranianización forzosa" de Skrýpnyk fue revertida. Las reformas del alfabeto ucraniano fueron abolidas, y se aprueban decretos para hacer el idioma ucraniano más cercano al ruso. El estudio del ruso se hizo obligatorio, y las publicaciones de periódicos en idioma ucraniano decrecieron. A pesar de ser Skrýpnyk póstumamente rehabilitado a finales de la década de 1950, su legado cultural permanece proscrito.